# (6196) Бернардбоуен
(6196) 1991 UO4 (1991 UO4, 1981 RP4, 1981 SY3) — астероїд головного поясу, відкритий 28 жовтня 1991 року.
Тіссеранів параметр щодо Юпітера — 3,653.